# ایولین پاول

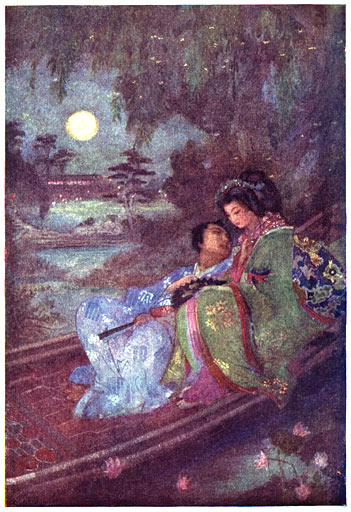
یک اثر از ایولین پاول

ایولین پاول (انگلیسی: Evelyn Paul؛ ۴ نوامبر ۱۸۸۳ – ۲۹ ژانویهٔ ۱۹۶۳) هنرمند، و تصویرگر اهل انگلستان بود.